# Pëtr Petrovič Semënov-Tjan-Šanskij

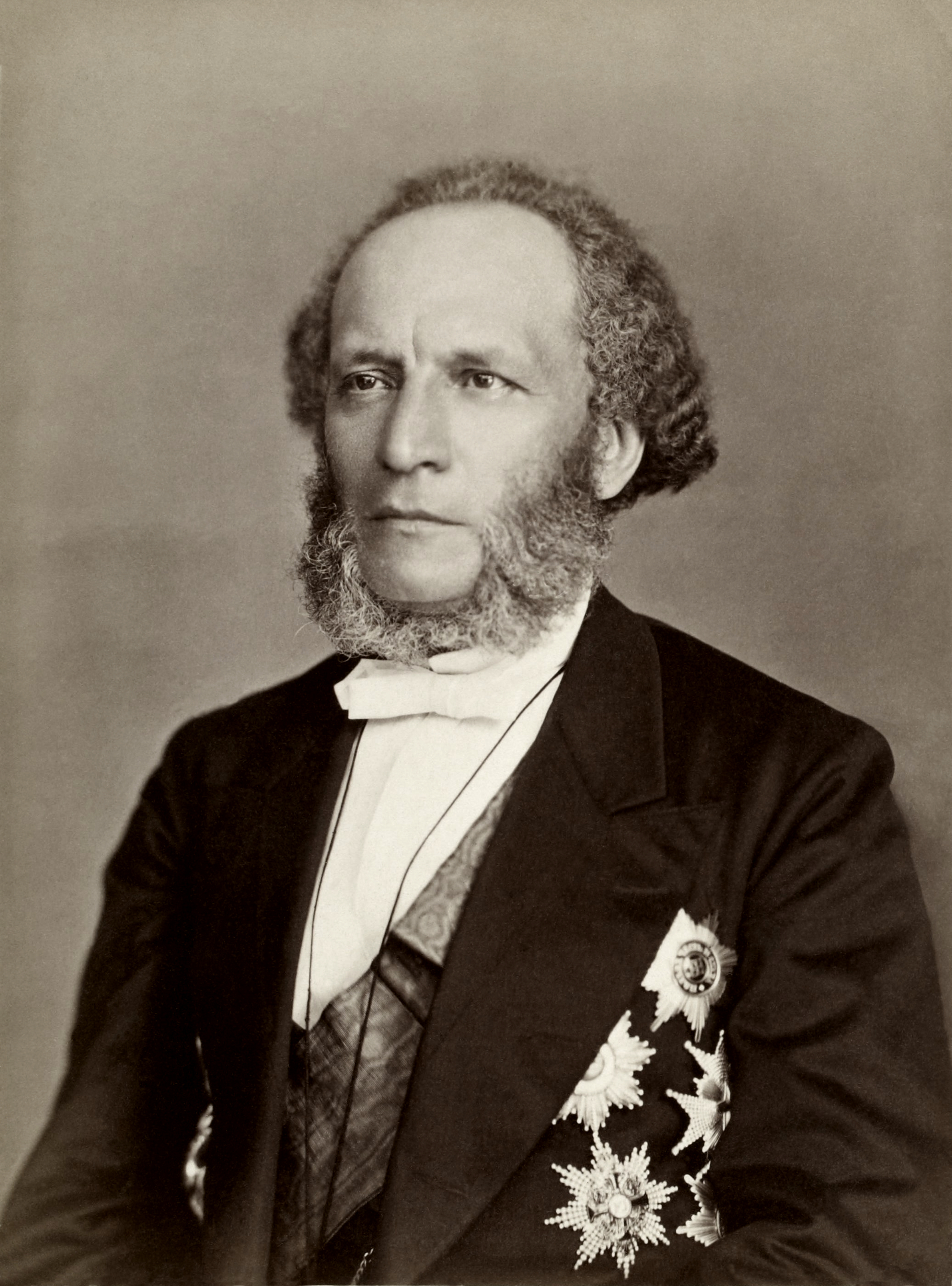

Pëtr Petrovič Semënov-Tjan-Šanskij (in russo Пётр Петро́вич Семёнов-Тян-Ша́нский?; Rjazan', 2 gennaio 1827 – San Pietroburgo, 26 febbraio 1914) è stato un geografo, esploratore e statistico russo.

## Biografia
Nato in una famiglia nobile, studiò all'Università di San Pietroburgo. Amico di Dostojevskij, prese parte con lui alle riunioni segrete del Circolo Petrashevskij. Nel 1850 studiò geografia e geologia a Berlino. Suoi insegnanti furono Alexander von Humboldt e Karl Ritter, dei quali tradusse le opere in russo.
Su suggerimento di Humboldt, Semjonov decise di intraprendere una spedizione nelle montagne del Tian Shan, all'epoca ancora in gran parte inesplorate. Partì da Barnaul nel 1856, attraversando la catena dell'Altai e visitando il lago Issyk-Kul durante il viaggio, durante il quale fece una prima esplorazione della catena del Tian Shan.
Nel 1857 ritornò sui monti del Tian Shan, esplorandone la zona più interna, ancora sconosciuta agli occidentali. Semjonov fu il primo europeo a vedere il magnifico panorama del massiccio del Tengri Tag, con la bellissima piramide granitica del suo picco più alto, il Khan Tengri.
Una delle sue più importanti scoperte fu quella di confutare la teoria di von Humboldt sull'origine vulcanica del Tian Shan. Semjonov non vide alcuna traccia di attività vulcanica in quelle montagne. L'anno successivo pubblicò la prima descrizione sistematica della catena montuosa del Tian Shan. Questo suo lavoro era tenuto in tale considerazione che mezzo secolo più tardi lo zar Nicola II di Russia lo autorizzò ad aggiungere l'epiteto "Tjan-Shanskij" (del Tian Shan) al suo cognome.
Oltre alla geografia, Semjonov si interessò alla statistica e fece molto per far progredire tale disciplina scientifica in Russia. Dal 1864 al 1874 diresse il "Comitato Centrale di Statistica" della Russia. Nel 1874 tale istituto fu trasformato nel "Comitato di Statistica del Ministero dell'Interno", del quale rimase direttore fino al 1891. Fu principalmente merito suo se nel 1897 si poté attuare il primo censimento dell'Impero russo. Nello stesso anno divenne membro del Consiglio di Stato della Russia Imperiale.
Semjonov viaggiò frequentemente in vari paesi europei, tra cui la Svizzera, l'Italia e la Francia. Dotato di notevoli risorse economiche, acquistò molte opere dei maggiori pittori olandesi, che ora appartengono al Museo dell'Hermitage di San Pietroburgo.
Semjonov era anche un appassionato entomologo. La sua collezione di insetti contava circa 700.000 esemplari e oltre un centinaio di nuove specie furono denominate col suo nome. Semjonov era membro di 53 accademie culturali e fu presidente della Società geografica russa dal 1973 fino alla morte. Usò la sua notevole influenza per incoraggiare l'esplorazione dell'Asia centrale. Tra i primi che intrapresero importanti spedizioni vi furono Nikolai Przewalski e Pëtr Kozlov.
Le sue memorie furono pubblicate in quattro volumi dopo la sua morte. Molti suoi discendenti, tra cui suo figlio Andrej Semënov Tjan-Šanskij, continuarono la sua opera e divennero famosi scienziati.